# Buddelparty
Eine Buddelparty oder -fete (ndt.: Buddel, Flasche), auch Buttelparty, im Süddeutschen angliziert als Bottleparty (engl.: bottle, Flasche) bezeichnet, ist eine Feier, zu der die (eingeladenen) Gäste ihre (alkoholischen) Getränke selbst mitbringen, ebenfalls verbreitet ist die Bezeichnung Mitbringparty, in der Jugendsprache wird häufig auf BYOB (als Abkürzung für bring your own booze / beer / beverages) beim Veranstalten einer solchen Feier hingewiesen.

## Entstehung
Entstanden ist diese Partyform in den 1950er Jahren in Amerika. Dort ist sie an den Akronymen BYOB oder BAB (bring a bottle) auf der Einladung erkennbar. In Deutschland ist sie etwa seit den 1980ern besonders bei jungen Leuten populär, findet aber auch in anderen Kreisen Anklang, da der Arbeitsaufwand und die Kosten für den Gastgeber erheblich geringer sind. Im Deutschland der Nachkriegsjahre waren "Buddel- bzw. Bottle-Partys" auch sehr verbreitet, nur gab es damals noch keinen Namen dafür. Die große wirtschaftliche Not nach dem Kriege und vor der Währungsreform machte die Menschen erfinderisch, um feiern zu können.

## Ablauf
Da es in der Regel darum geht, den Gastgeber so wenig wie möglich finanziell zu belasten, ist es beispielsweise vielfach üblich, dass die Gäste zu einem privaten Essen unter Freunden in mittelgroßem Rahmen den Wein mitbringen, sowie zu Grillfesten den Salat.
Meistens werden die mitgebrachten Flaschen an zentraler Stelle gesammelt und in Selbstbedienung den anderen Gästen überlassen. In diesem Falle ist es normalerweise verpönt, das eigene Mitbringsel zurückzuhalten oder Getränke zu horten. Andernorts ist es allerdings durchaus üblich, dass jeder Gast wirklich nur das trinkt, was er mitgebracht hat.

## Variationen
Häufig stellt der Gastgeber neben den Räumlichkeiten auch Snacks zur Verfügung, welche aber auch ebenfalls von anderen Gästen mitgebracht werden können, seltener sind hingegen Buffets oder andere aufwändigere Verköstigungen.
In manchen Gegenden korreliert diese Form des Feierns auch mit dem Mitbringen des eigenen Glases, vor allem eines Weißbier- oder Schnapsglases.